# Den analytiska maskinen

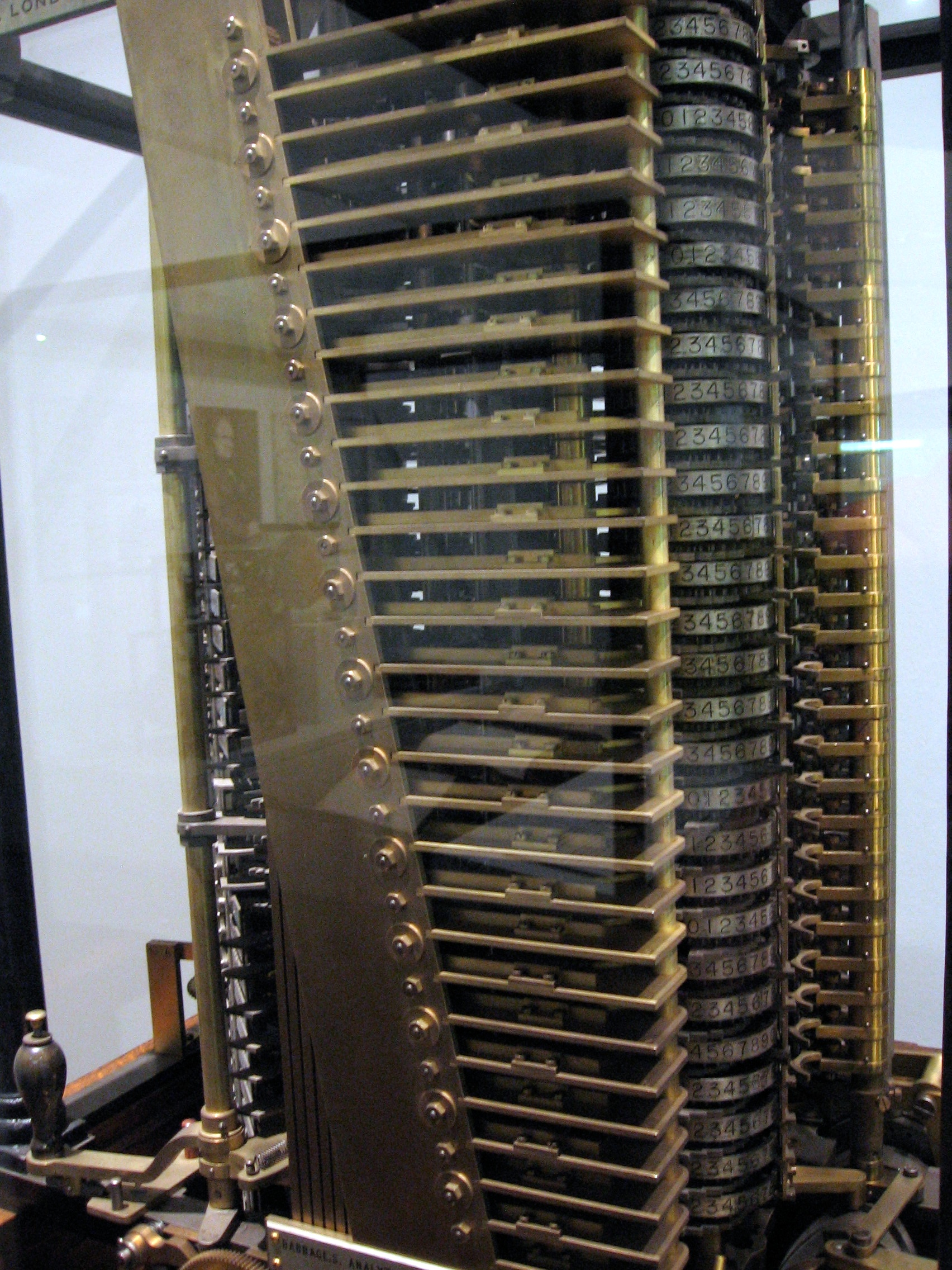
Modell av den analytiska maskinen i London Science Museum.

Den analytiska maskinen var världens första ritning på en programmerbar dator, från år 1837. Den blev aldrig byggd.
Konstruktören var Charles Babbage. Hans vän Ada Lovelace var den person som kom med idén om den analytiska maskinen. I samband med presentationen av maskinen skrev hon vad som senare angetts som världens första datorprogram.